# Myscelia ethusa
A Myscelia ethusa a rovarok (Insecta) osztályának lepkék (Lepidoptera) rendjébe, ezen belül a tarkalepkefélék (Nymphalidae) családjába tartozó faj.

## Előfordulása
A Myscelia ethusa előfordulási területe Kolumbiától északra, egészen Mexikóig terjed. Kóbor példányok az Amerikai Egyesült Államokbeli Texashoz tartozó Rio Grande Valley-ben is fellelhetők.

## Alfajai
- Myscelia ethusa chiapensis  Jenkins, 1984 (Mexikó)
- Myscelia ethusa cyanecula C. & R. Felder, 1867 (Mexikó)
- Myscelia ethusa ethusa Doyère, 1840 (Mexikó)
- Myscelia ethusa pattenia  Butler & Druce, 1872 (Guatemala és Costa Rica)

## Megjelenése
Szárnyfesztávolsága 64–76 milliméter. Szárnyai felül fekete és kék csíkozásúak; alul pedig barnás és rozsdás árnyalatúak.

## Életmódja
A lárva Dalechampia-fajokkal táplálkozik. Az imágó rothadó gyümölcsöket fogyaszt. Egy évben több nemzedéke is lehet.

## Képek

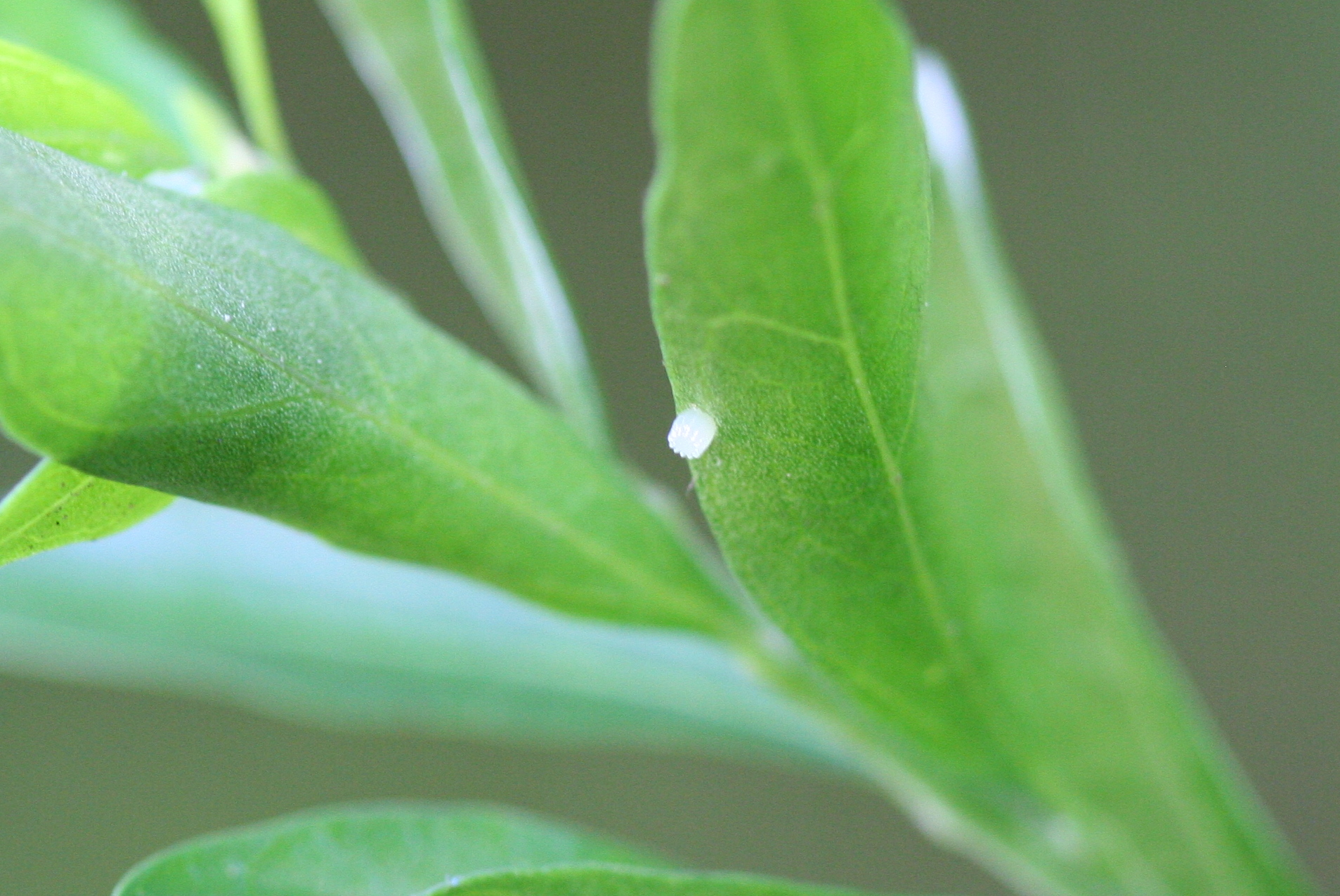
Petéje,
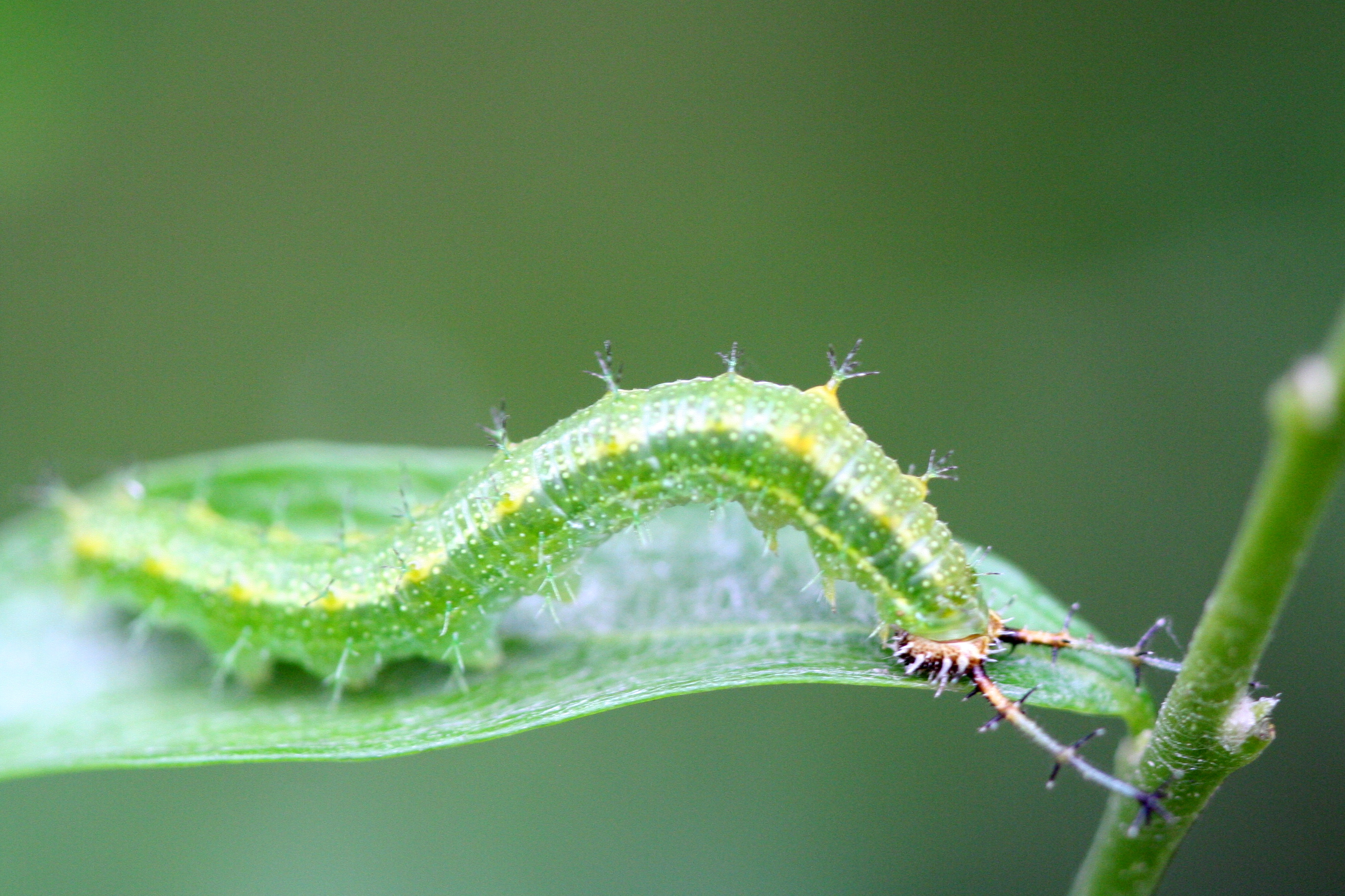
hernyója
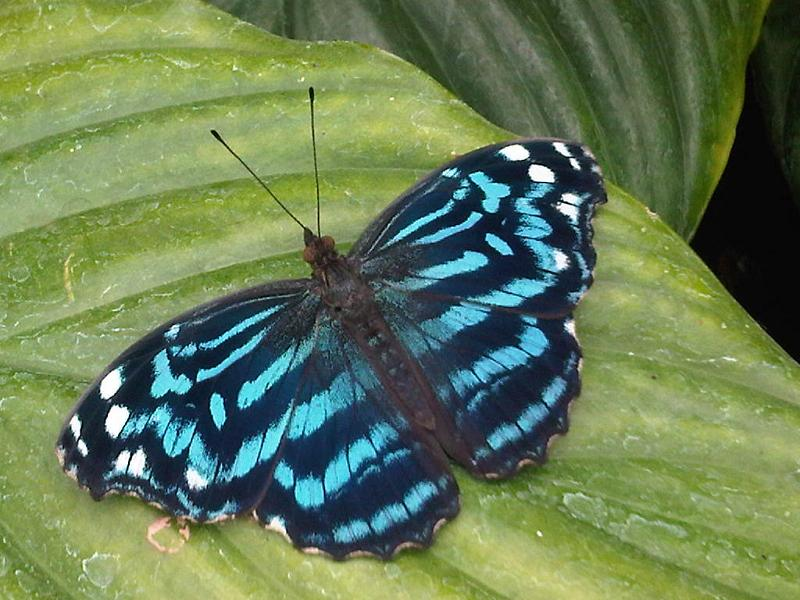
és imágója

## Fordítás
- Ez a szócikk részben vagy egészben  a   Myscelia ethusa című angol Wikipédia-szócikk ezen változatának fordításán alapul.  Az eredeti cikk szerkesztőit annak laptörténete sorolja fel. Ez a jelzés csupán a megfogalmazás eredetét és a szerzői jogokat jelzi, nem szolgál a cikkben szereplő információk forrásmegjelöléseként.